# Rainfordia opercularis
Rainfordia opercularis är en fiskart som beskrevs av Mcculloch 1923. Rainfordia opercularis ingår i släktet Rainfordia och familjen havsabborrfiskar. IUCN kategoriserar arten globalt som livskraftig. Inga underarter finns listade i Catalogue of Life.